# Banco Finantia Spain
Banco Finantia Spain es un banco español independiente perteneciente al Grupo Banco Finantia de origen portugués. Banco Finantia Spain está adherido a la Asociación Española de Banca con código 0220.
Actualmente el Banco está presente en Madrid, con su sede central, en Barcelona y Valencia formando parte del Grupo Banco Finantia con presencia internacional en Portugal, Reino Unido, Estados Unidos, Malta y Brasil. Las actividades del Grupo Finantia están orientadas a la Banca Personal, los Mercados de Capitales, al Asesoramiento Empresarial y la Financiación Especializada. En España su actividad se centra en un servicio personalizado en gestión patrimonial y mercados financieros. Además de las sucursales de Madrid, Barcelona y Valencia, el Grupo Finantia también está presente en Portugal (Lisboa y Oporto), Reino Unido (Londres), EE. UU. (Nueva York y Miami), Brasil (São Paulo) y en Malta. La actuación de la Banca Privada se concentra en la península ibérica y la Banca de Inversión opera, sobre todo, entre la península ibérica y América Latina y en los mercados de Turquía, Rusia y de la Comunidad de Estados Independientes.
El Banco Finantia opera en segmentos de mercado seleccionados: banca privada y banca de inversión. Los servicios del grupo Finantia también incluyen la gestión de activos y las operaciones de financiación en el mercado de capitales.
En noviembre de 2021 Banco Finantia, S.A ha concluido un proceso de fusión transfronteriza con Banco Finantia Spain, S.A., que conlleva la apertura de Banco Finantia S.A. Sucursal en España. El propósito de esta fusión es lograr una mayor eficiencia, capacidad para compartir recursos y cumplir con los crecientes requisitos reglamentarios. Además, permitirá aprovechar en mayor medida el know-how de Banco Finantia S.A. con más de tres décadas de historia.

## Historia
La actividad de Banco Finantia Spain comienza en 1987 con la actividad de Grupo Banco Finantia en España con la Sociedad de Servicios Financieros Finantia y pasa a denominarse Banco Finantia tras la obtención de la licencia bancaria en 1992.
En 2001 Grupo Banco Finantia absorbe a Banco Esfinge, entidad bancaria española, y la sociedad Inverbolsa A.V.B. que empiezan a formar parte de Banco Finantia.  Operó hasta finales de 2018 como Banco Finantia Sofinloc, cuando cambió su denominación social para Banco Finantia Spain. 

## Accionariado
Los principales accionistas de Banco Finantia son:
- Finantipar SGPS, holding controlado por el Senior Management del Banco,
- Natixis (Francia),
- VTB Bank (UK/Rusia) y
- WestLB (Alemania).

## Localización
Actualmente el Banco posee sucursales de Banca Privada en Madrid, Barcelona y Valencia.

## Principales Productos y Servicios
- Banca Personal
- Depósitos a plazo
- Depósitos a plazo en divisas
- Fondos de inversión
- Carteras gestionadas
- Intermediación financiera
- Corporate Finance
- Mercado de Capitales
- Eurobonos
- Papel comercial
- Obligaciones

## Principales Líneas de Actuación
- Rentabilidad: los resultados abalan Banco Finantia Spain a lo largo de los años, más concretamente durante este ejercicio de 2016 Banco Finantia Spain ha obtenido un beneficio de 8,2 millones de euros aumentándolos frente al beneficio obtenido en 2015 que fue de 6,6 millones de euros.[3]

- Independencia: frente al resto de entidades que actúan como conglomerados económicos desde Banco Finantia Spain propone una manera independiente que se adapta a sus clientes en todo momento.
- Reconocimiento Internacional: el Grupo Banco Finantia ha obtenido múltiples premios internacionales. Cabe destacar los recibidos por la prestigiosa Euromoney, tales como "Best Securities Firm in Portugal", "Best Smaller Bank in Western Europe" o "Best Smaller Investment Bank in the World".[4][5][6]
- Operaciones globales: La mayoría de las actividades de Banco Finantia involucran operaciones cross-border.

## Consejo de Administración Banco Finantia Spain
- António Guerreiro (Presidente No Ejecutivo)
- Duarte Correia de Sá (Vocal Comisión Ejecutiva)
- José Archer (Vocal No Ejecutivo) Independiente
- Sandra Paulino Guerreiro Matos Chaves (Vicepresidente No Ejecutivo)
- Marta Eirea (Presidente Comisión Ejecutiva)
- Tiago Lopes (Vocal Comisión Ejecutiva)
- Ricardo Caldeira (Vocal No Ejecutivo)

## Indicadores Financieros
- En el primer semestre del 2019 la fortaleza financiera de Banco Finantia, medida por el ratio Core Equity TIER 1, alcanzó el 21,8 %, superando el valor registrado en el mismo periodo del 2018 (20,0 %) y convirtiéndose en uno de los más altos de la banca europea. Durante este mismo periodo, el beneficio neto consolidado ha sido de 15,2 millones de euros, lo que supone una rentabilidad del 9,6 % sobre los fondos propios antes de la aplicación de los impuestos.
- El Grupo Banco Finantia cerró 2019 con un beneficio neto de 36 millones de euros, por lo que su solidez financiera, medida por el índice Common Equity Tier 1 (CET1), alcanzó el 23,9 %, uno de los mayores entre la banca europea.

## Premios Grupo Banco Finantia
- “The Best Corporate Bank in Portugal” por la revista Global Banking & Finance Review Awards en 2017
- “Melhor Banco privado em Portugal”, atribuido en los Banking Awards en 2015.
- “Banco de Investimento do Ano”, atribuido por International Banker Banking Awards en 2014.
- "Best Smaller Investment Bank in the World".
- "Best Smaller Bank in Western Europe"
- “The Best M&A House in Portugal”, Revista Euromoney en 2001
- “The Best M&A House in Portugal”, Revista Euromoney en 2002
- “Best Local Partner in Portugal”, Revista Euromoney en 2003
- “Best Local Partner in Portugal”, Revista Euromoney en 2004
- “Best Private Banking Portugal“, Global Banking & Finance Awards 2018
- “Best Corporate Bank Portugal Portugal“, Global Banking & Finance Awards 2018[7]
- “Best Investment Bank Portugal“, International Business Magazine 2018

## Operaciones
- En julio de 2019, el Banco Finantia ha actuado como “co-dealer” en la entrada al MARF de la empresa portuguesa Efacec Power Solutions, con una emisión de bonos de 58 millones de euros[8]